# Viola Farber
Viola Farber (Heidelberg, 25 febbraio 1931 – Bronxville, 24 dicembre 1998) è stata una ballerina e coreografa statunitense.

## Biografia
Viola Farber nacque ad Heidelberg, dove cominciò a studiare danza durante l'infanzia. Nel 1938 la famiglia si trasferì negli Stati Uniti, dove Farber studiò musica e danza all'Università dell'Illinois, alla George Washington University e al Black Mountain College.
Nel 1953 fu una dei membri fondatori della Merce Cunningham Dance Company, con cui danzò in occasione delle prime di diverse opere di Merce Cunningham, tra cui Crises, Paired Rune e Nocturne. Nello stesso periodo danzò anche per la compagnia di Paul Taylor. Pianista dotata, nel 1963 fu l'unica pianista donna a suonare in occasione della prima di Vexations di Erik Satie, durata oltre diciotto ore. Tra il 1959 e il 1967 insegnò danza all'Adelphi University, mentre tra il 1967 e il 1968 insegnò al Bennington College. Nel 1965 lasciò la compagnia di Cunningham e nel 1968 ne fondò una propria.
Insieme alla Viola Farber’s Dance Company continuò a sviluppare un proprio stile, fortemente basato sull'improvvisazione in sala prove e la possibilità dei suoi ballerini di alterare i movimenti a proprio piacimento, seppur con alcuni limiti delineati dalla stessa Farber. Tra i suoi pezzi più apprezzati si ricordano Poor Eddie (1973), Willi I (1974), No Super, No Boiler (1974) e Lead Us Not into Penn Station (1975). La gran parte delle sue coreografie si avvaleva di partiture originali e veniva eseguita in silenzio, anche se occasionalmente usava pezzi classici, come la Sonata per pianoforte n. 14 di Beethoven per Nightshade. 
Insegnò danza al Sarah Lawrence College dal 1988 alla morte, avvenutanel 1998 all'età di 67 anni.